# H2O: Само додај воду
H2O: Само додај воду, позната и као Сирене, аустралијска је телевизијска серија коју је створио Џонатан М. Шиф. Серија се емитовала на аустралијској телевизији Нетворк тен, као и на другим телевизијама у више 120 држава за више од 250 милиона гледалаца. Снимала се на локацијама као што су Си ворлд и другим локацијама на Гоулд Коусту. Серија се врти око три тинејџерке које се суочавају са свакидашњим проблемима са додатком; оне су сирене са воденим моћима.
Серија је планирана да садржи две сезоне са укупно 52 епизоде, али због превелике популарности, трећа сезона је снимљена. Прва сезона премијерно се емитовала од јула 2006, док је друга емитована од септембра 2007. Трећа сезона премијерно се емитовала у Великој Британији од октобра 2009, док се у Аустралији емитовала од маја 2010.
Серија је са емитовањем у Србији почела 2008. године на српској локализацији канала Џетикс, а исте године је емитована и на РТС 2 са титловима које је радила фирма Права и преводи. Од 2013, серија је емитована на Дизни каналу, са титловима које је радила Ес-Ди-Ај Медија. Од 2014. године емитована је на ТВ Ултра, такође титлована, међутим назив серије је гласио Сирене. Од 2019, серија се емитује на каналу Вавум.

## Синопсис
Ема, Клео и Рики су шеснаестогодишњакиње које расту на прелепим плажама Голд Коаста. Ема је дисциплиновани атлета, Клео нежна и несигурна, а Рики бунтовница. Рикином кривицом, девојке се једнога дана нађу насред пучине, а мотор на чамцу им се покварио. Да би дошле до обале, оне плове ка мистериозном острву Мако. Девојке откривају да је ово вулканско острво прекривено предивном џунглом, и да ту живе многе специфичне врсте. Сасвим случајно, проналазе подводни тунел и одлучују да се избаве одатле тако што ће пливати. Оне улазе у мали природни базен, и, у том тренутку, пун Месец се нађе изнад воде, правећи чудан сјај.
Ема, Клео и Рики се враћају својим нормалним животима. Али девојке откривају да више никада неће бити нормалне: пет секунди након што додирну воду, оне постају сирене! Свака то открива на различит начин: Ема током свог тренинга, Клео током купања, а Рики када ју је попрскала прскалица за траву. Али, то није све. Свака добија своје моћи. Ема може да заледи воду, Клио да је помера у сваком правцу, а Рики да је натера да ври.
Једина особа која зна за њихову тајну је њихов пријатељ Луис, који се труди да им помогне у новонасталој ситуацији. Девојке морају да се навикну на своје нове моћи и на свој нови живот, али и да пазе да нико не сазна њихову тајну, јер знају колико би било опасно по њих да неко сазна да су сирене. Такође ће сазнати и Зејн, Еш и Вил

## Ликови

### Главни
- Рики Чедвик (Кариба Хајн) је нова девојка у школи, бунтовница. Живи с оцем, а мајка јој је умрла када је била мала. Искрена је, без проблема изговара критику и своје мишљење, и свакоме говори у лице шта мисли о њему. Она најбрже прихвата чињеницу да је сирена. Она прва од свих девојака проналази добре стране у њиховим моћима и могућностима. Током прве сезоне, заљубљује се у Зејна, с којим има везу с повременим прекидима. Рики има моћ да натера воду да ври, а касније и да произведе муње. На крају друге сезоне, њих двоје су заједно.
- Ема Гилберт (Клер Холт) има моћ да замрзне воду, а касније и да заледи било шта, без присуства воде. Још од раног детињства, Ема тренира пливање, али када постане сирена, мора тога да се одрекне. Ема је послушна, има све петице у школи и примерно је дете. Често запада у конфликте с Рики, која јој је сушта супротност. Имала је две велике љубави, Бајрона у првој и Еша у другој сезони, коме и говори да је сирена.
- Клео Сетори (Фиби Тонкин) је повучена, мирна и нежна девојка, која има моћ да помера воду у било ком правцу, а касније и да направи праву олују. Најтеже прихвата чињеницу да је постала сирена, али су јој у томе много помогле пријатељице. За разлику од Еме и Рики, Клео је често несигурна у своје одлуке. Током прве сезоне, Клео је заљубљена у свог најбољег друга Луиса, и њих двоје су у вези на крају прве сезоне. Ипак, на почетку друге сезоне, они су већ раскинули. На крају друге сезоне, они обнављају своју везу.Клео има смеђе очи и црну косу, омиљено јело и e рака.
- Луис МекКартни (Агнус Макларен) је најбољи пријатељ Клио од када су били петогодишњаци. Након што му девојке откривају своју тајну, он постаје најбољи пријатељ и са Емом и Рики. Гаји велику страст према науци и пецању. Заљубљен је у Клио и њих двоје постају пар на крају прве сезоне, али раскидају пред почетак друге. Ипак, поново постају пар на крају друге сезоне. За то време, Луис је у вези с Шарлот, непријатељицом Клио, Рики и Еме.

### Споредни
- Шарлот Весфорд (Бритни Бернс) је непријатељица Клио, Рики и Еме. Долази у другој сезони, као нова ученица у школи. Посебно јој се не свиђа Клио, али зато постаје Луисова пријатељица, касније и његова девојка. Када открије тајну девојака, она одлази на острво Меко и тамо постаје сирена, која поседује све три моћи. Ипак, због злоупотребљавања својих моћи, на крају друге сезоне престаје да буде сирена и раскида с Луисом.
- Зејн Бенет (Барџес Абертни) је локални "лош дечко", који мисли да све може, јер је син богаташа Харисона Бенета, који је врло арогантан. Он очајнички жели да импресионира свог оца, који не хаје много за њега, већ за посао. Зејн је одличан пливач и сурфер. Замало се удави када се нађе на броду који тоне, али га Ема спашава. Ипак, он примети њен реп. Он жели да сазна све више о "морском чудовишту", да би открио да су три пријатељице сирене. Током прве сезоне, заљуби се у Рики, али њихова веза често запада у кризе. На крају друге сезоне, њих двоје су заједно.
- Госпођица Луиз Четем (Кристин Амор) је мистериозна дама која живи на обали. Она зна све о сиренама и труди се да помогне Рики, Еми и Клио колико год може. Она је, на неки начин, њихова заштитница. Она је и сама некада била сирена, уз две пријатељице, али су се оне разишле и њихове моћи су престале.
- Ким Сетори (Клио Меси) је млађа сестра Клио. Она и Клио се стално свађају, и Ким стално тражи начин да "смести" својој старијој сестри. Једном приликом, прочита дневник Клио, и замало открије тајну њене сестре и њених другарица. Више пута је била у прилици да открије њихову тајну, али јој није успело.
- Елиот Гилберт (Трент Саливан) је Емин млађи брат. Њих двоје су јако блиски и деле сваку тајну. Ипак, Елиот не зна да су Ема, Рики и Клио сирене. Када се једном приликом замало удави, Рики га спашава и он се заљубљује у њу, али га она одбија. Након много објашњења с њене стране, он и Рики остају само пријатељи.

## Преглед сезона
| Сезоне | Сезоне | Епизоде | Оригинално емитовање | Оригинално емитовање |
| Сезоне | Сезоне | Епизоде | Почетак емитовања    | Крај емитовања       |
| ------ | ------ | ------- | -------------------- | -------------------- |
|        | 1      | 26      | 7. јул 2006.         | 29. децембар 2006.   |
|        | 2      | 26      | 28. септембар 2007.  | 21. март 2008.       |
|        | 3      | 26      | 26. октобар 2009.    | 16. април 2006.      |

## Развој и продукција
Постоје три различите врсте репа сирене које су се користиле у серији: репови који су прилагођени девојкама у којима пливају, „флопи реп” који се користи за стационарне снимке и „тврди реп” за акробације. За израду костима било је потребно шест месеци, са реповима и бикинијима направљеним од каросерије и састављени од ручно израђених скала. Готов производ тежи између 12 и 15 килограма. Унутар репа налазе се траке за ноге, где су девојке привезане, а затим затакнуте. Када им се намести костим, девојке се постављају у воду. Учињени су покушаји да се на екрану минимизира видљивост зипова на реповима, као што је додавање додатних скала и прављење материјала истог као костим целом дужином зипа. Сама репна пераја су дизајнирана са педалом за помоћ глумицама у пливању. Ово, заједно са перајима, додаје отприлике 60 центиметара дужини костима.

## Наставци
У јулу 2011. објављена је продукција наставка који би трајао 26 епизода. Нова серија, Сирене с острва Мако, прати авантуре петнаестогодишњег Зака и сирена Сирена, Никиси и Лајле. Током последње епизоде серије, Кариба Хајн гостује као Рики.
У мају 2015, цртани наставак намењен деци премијерно се приказивао на Нетфликсу, под називом H2O: Пустоловина сирена.